# Georg Hettich
Georg Hettich (narozen 12. října 1978, ve Furtwangenu im Schwarzwald) je bývalý sdruženář (závodník v severské kombinaci). Je držitelem čtyř olympijských medailí. Dvě z toho jsou individuální a obě z olympijských her v Turíně roku 2006 - zlato za závodu jednotlivců (K95/15 km) a bronz ze sprintu (K120/7,5 km). Krom toho má dvě olympijská stříbra z družstev (K95/4x5 km), jedno z Turína a druhé z předchozích her v Salt Lake City roku 2002. Dvě stříbra ze závodu družstev má i z mistrovství světa (2003, 2005). Jeho nejlepším osobním výsledkem na šampionátu byla dvě čtvrtá místa. V roce 2005 vyhrál univerziádu. Kariéru ukončil roku 2010. Vzápětí se začal věnovat politické kariéře, v roce 2010 byl zvolen na kandidátce CDU poslancem zemského sněmu Bádenska-Württemberska.